# Робчик (Клинцовский район)
Робчик — железнодорожный разъезд в Клинцовском районе Брянской области в составе Коржовоголубовского сельского поселения.

## География
Находится в западной части Брянской области на расстоянии приблизительно 7 км на восток по прямой от районного центра города Клинцы у железнодорожной линии Клинцы-Унеча.

## История
На карте 1941 года уже был показан. Название связано с ближайшим селом Унечского района.

## Население
| 2010 | 2013 |
| ---- | ---- |
| 13   | ↗20  |

Численность населения: 20 человек (2002), 7 человек (2017). 5 человек (2021).
Будет упразднен как фактически не существующий в связи с переселением всех жителей на постоянное место жительства в другие населённые пункты.